# 当間重民

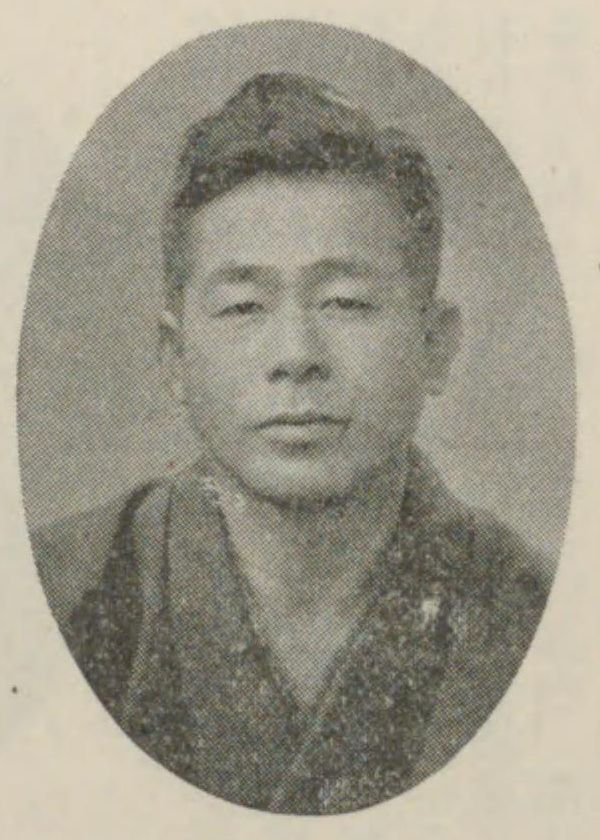
当間重民

当間 重民（とうま じゅうみん、1900年〈明治33年〉8月19日 - 1952年〈昭和27年〉2月8日）は、戦前の沖縄県、沖縄諮詢会、及び沖縄民政府時代の政治家で那覇市長。
第2代行政主席の当間重剛の弟で、父は初代那覇市長の当間重慎である。

## 経歴
明治33年（1900年）6月7日に沖縄県那覇区（現那覇市）で生まれた。大正15年（1925年）に早稲田大学高等師範部を卒業した。
卒業後は沖縄に戻り、酒造会社を経営したことで多額の税金を納めることになった。昭和18年（1943年）5月に貴族院多額納税者議員となった。1946年8月17日、公職追放となり貴族院議員の資格が消滅となった。
終戦後は沖縄に戻り、沖縄諮詢会や沖縄民政府の幹部を歴任した。1949年に那覇市長に当選した。
在任中は大胆な都市計画を推進していたが、任期半ばにして癌で亡くなった。